# Petro Antyp

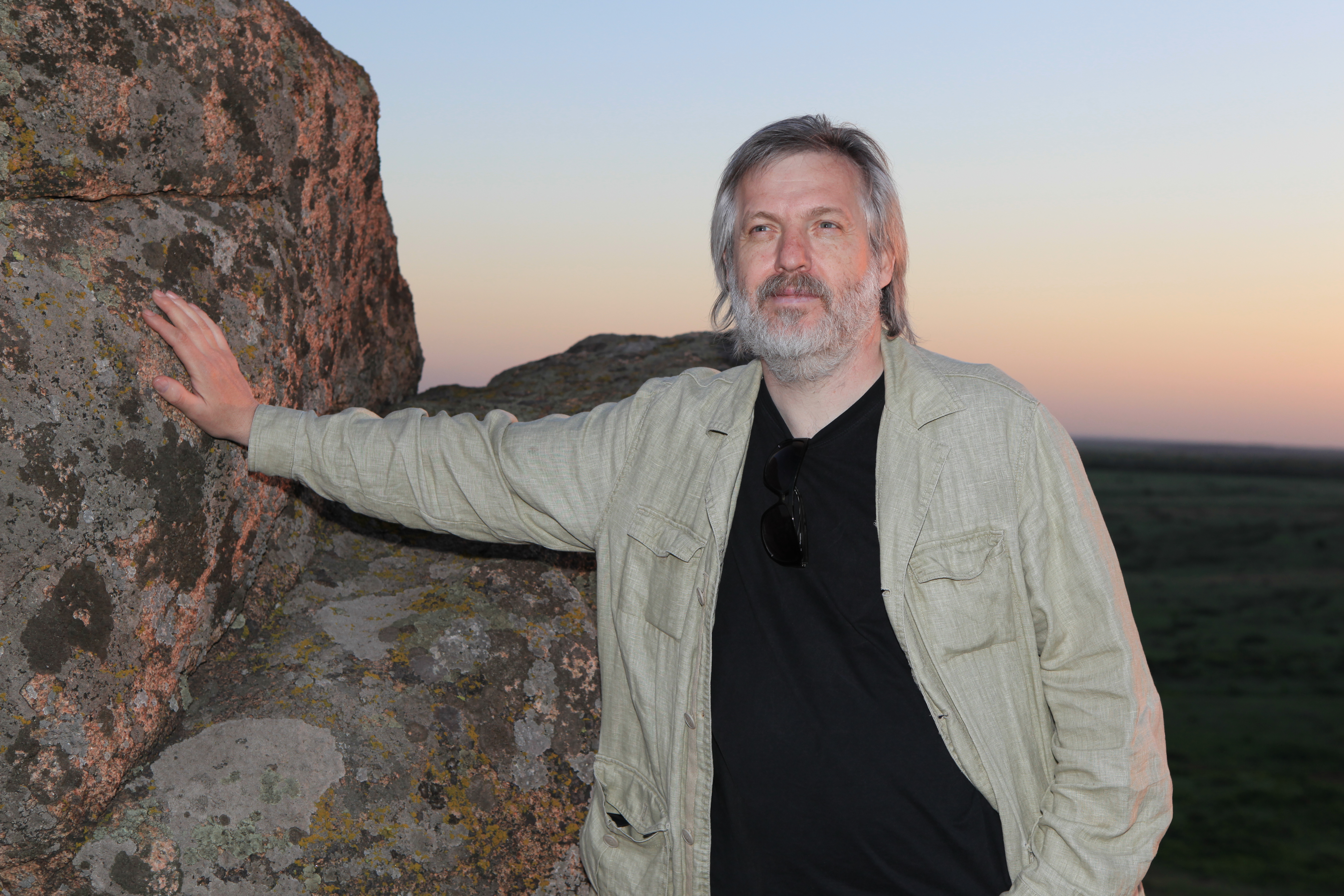
Petro Iwanowytsch Antyp (2011)

Petro Iwanowytsch Antyp (ukrainisch Петро Іванович Антип, russisch Пётр Иванович Антып; * 4. April 1959 in Horliwka, Ukrainische SSR, Sowjetunion) ist ein ukrainischer Bildhauer.

## Leben
Antyp studierte von 1980 bis 1984 an der Pensaer Kunstschule. Er arbeitete dann im Donezker Kunstkombinat.
Antyp lebt und arbeitet in Horliwka. 1989 gewann Antyp den 1. Preis des Bildhauersymposiums in Ternopil. 1990 wurde er Stipendiat der Vereinigung der Künstler der UdSSR. Seit 1992 ist er Mitglied der Vereinigung der Künstler der Ukraine. Er schuf 1999 eine Jenakijew-Skulptur und gestaltete dann mit dem Bildhauer Dmitri Iljuchin und der Architektin Olga Wereschtschagina ein Jenakijew-Denkmal, das 2010 im Zentrum Jenakijewes enthüllt wurde.
Antyp organisierte das Bildhauersymposium Ukrainische Steppe, das zu dem 2006 eröffneten Skulpturenpark Ukrainische Steppe am Puschkin-Boulevard in Donezk führte mit Antyps Skulpturenkomposition David und Goliat. 2007 fand auf seine Initiative im Horliwkaer Kunstmuseum eine Ausstellung mit den Werken junger Horliwkaer Bildhauer und eigenen Werken statt.
Antyp wurde 2007 Leiter der lokalen Organisation der sozialliberalen Europäischen Partei der Ukraine in der Oblast Donezk.
2008 wurde Antyps Skulptur Geldbaum auf der internationalen Ausstellung des Luxus in  Kiew ausgestellt. Er gründete die Kreativgruppe Wostok (Osten), deren künstlerische Methodik als figurativer Symbolismus angesehen wird.
Für Horliwka schuf Antyp das Denkmal des Stadtgründers Pjotr Gorlow (1999), eine Büste Taras Schewtschenkos, ein Denkmal der Afghanistan-Kämpfer und die Allee des Schülerruhms. Auch schuf er ein Denkmal für das Saporischschjaer Stadtoberhaupt Oleksandr Poljak.
Werke Antyps gibt es in der Art-Galerie 13 und in Museen der Ukraine sowie in Privatsammlungen Ihor Dytschenkos und anderer.
Zum Valentinstag 2012 schufen Antyp, Walentin Nowikow und Nikolai Birjutschinski auf dem Gorlow-Platz in Horliwka herzförmige Eisskulpturen. Auch veranstaltete Antyp in diesem Jahr das Rockfestival Gorlovka Biker Music Fest und kandidierte in der Parlamentswahl in der Ukraine 2012. Er ist Generaldirektor der Gesellschaft mit beschränkter Haftung ART-BUD.

## Ehrungen
- Verdienter Künstler der Ukraine (2009)

## Werke (Auswahl)

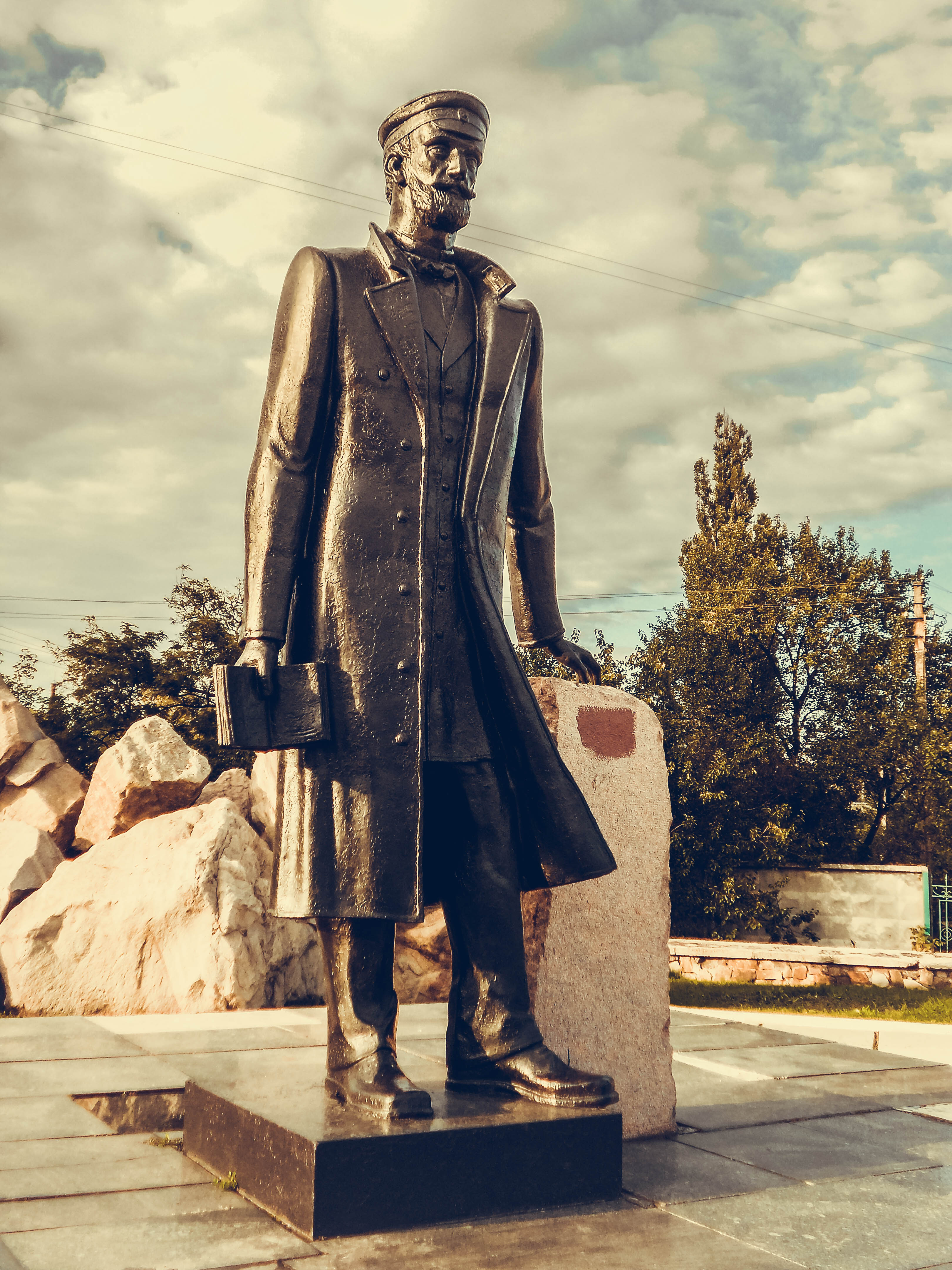
Gorlow-Denkmal, Horliwka
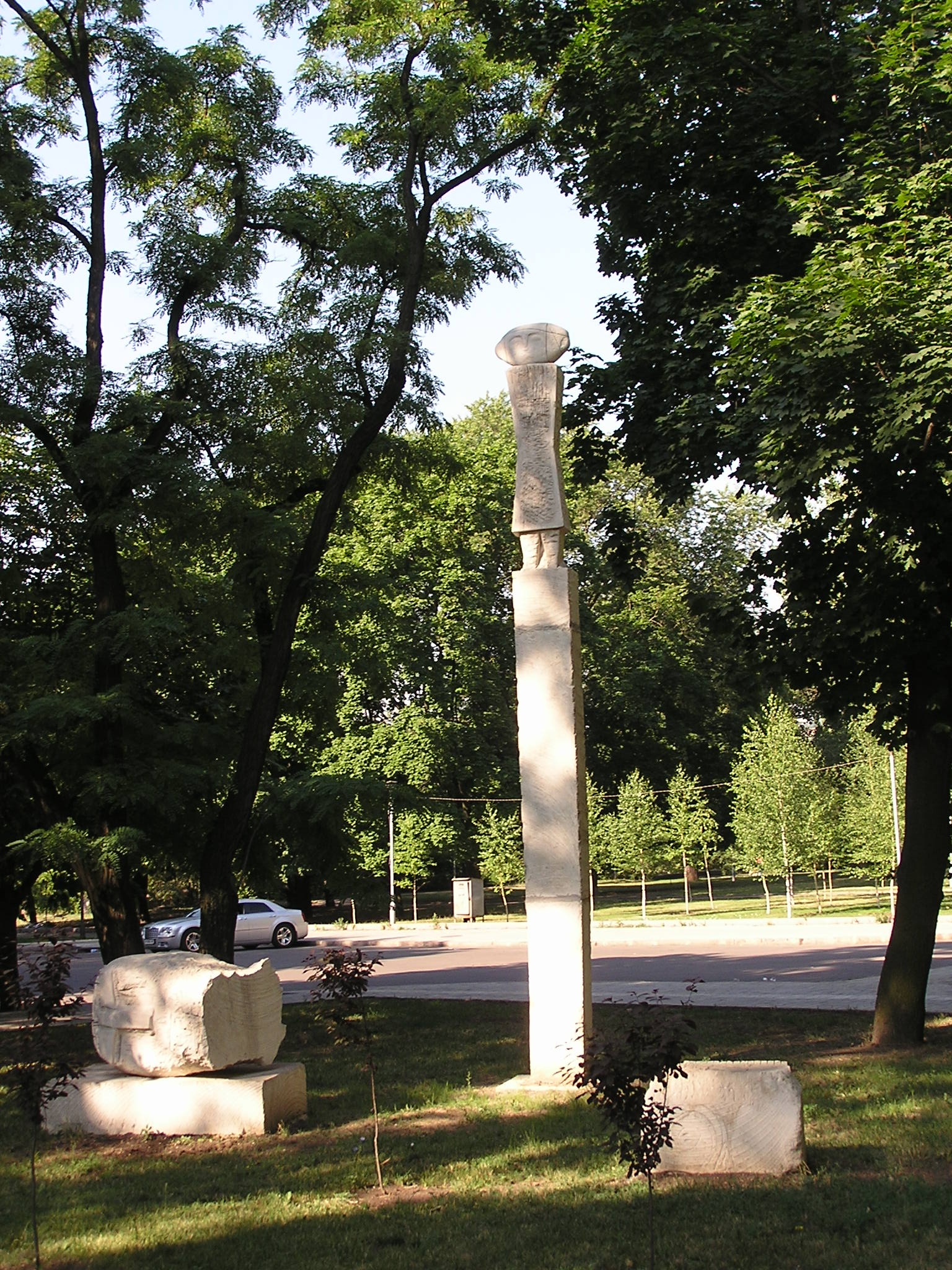
David und Goliat, Donezk
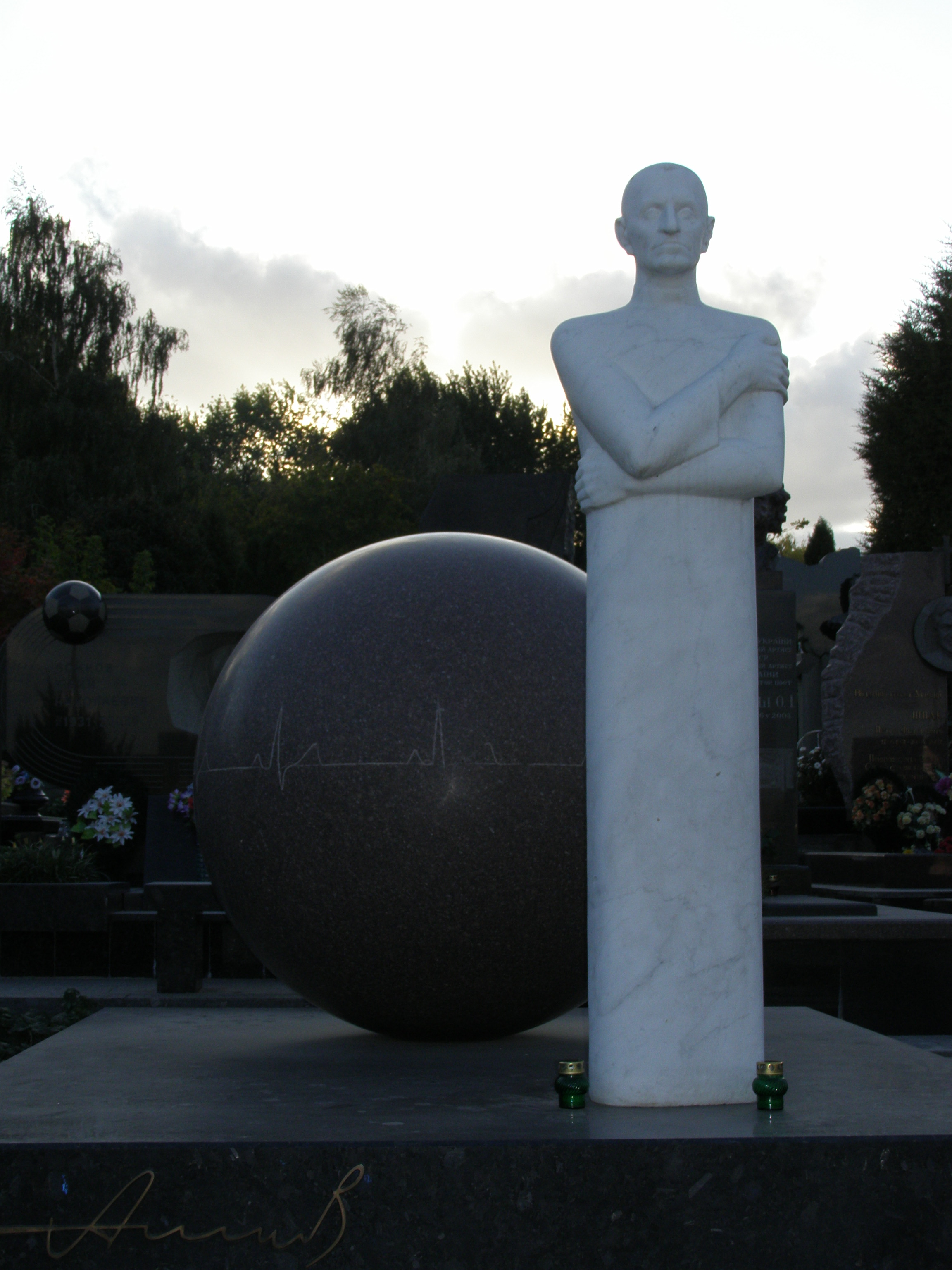
Grabdenkmal Nikolai Amossows, Baikowe-Friedhof, Kiew
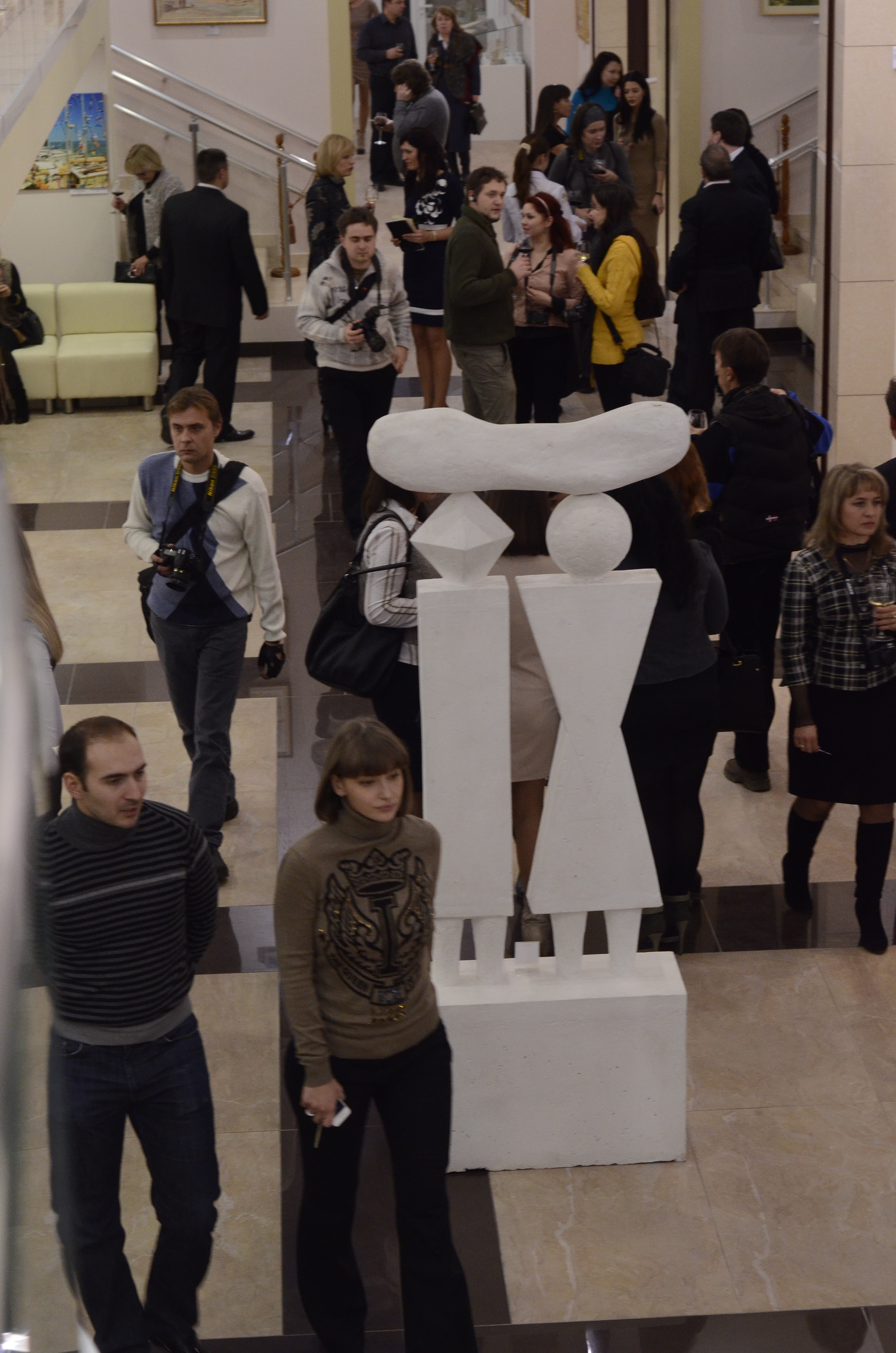
Antyps Skulptur im Ausstellungszentrum Art-Donbass (Fotoausstellung Georgien 2000 versus Georgien 2011, 2022)